# Karma Automotive

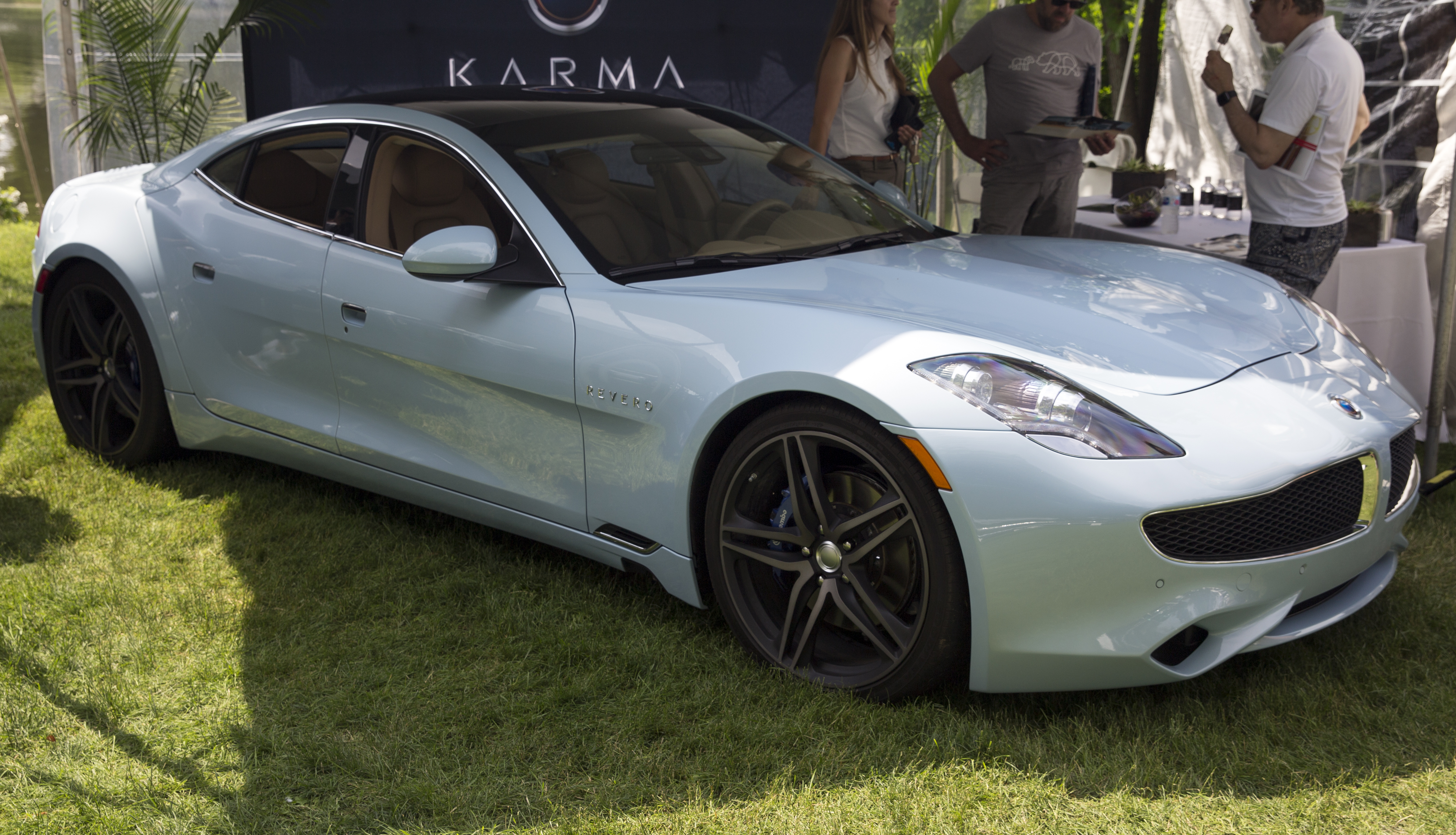
Karma Revero

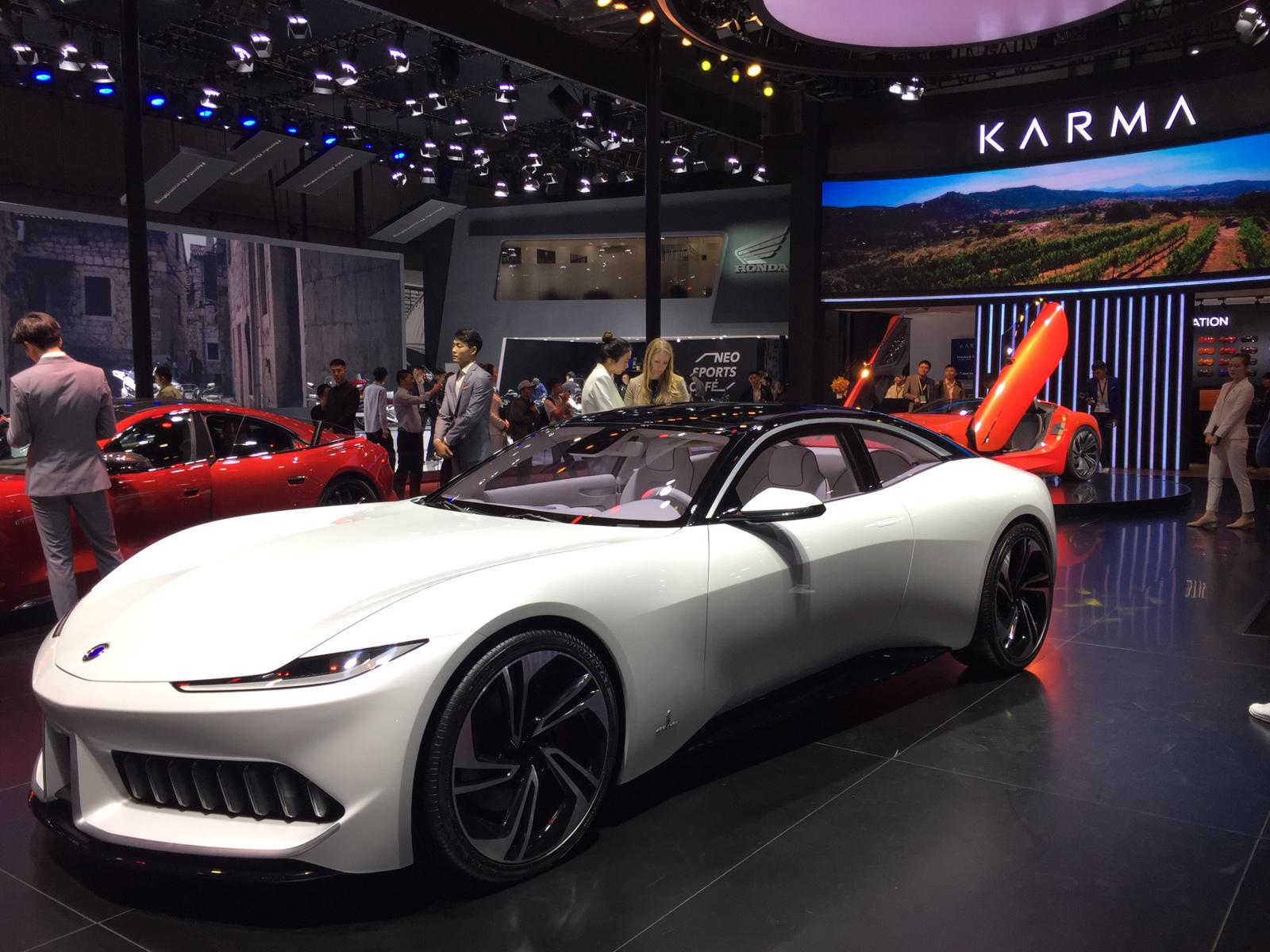
Karma GT Pininfarina

Karma Automotive – amerykański producent hybrydowych i elektrycznych samochodów osobowych, z siedzibą w Irvine, działający od 2015 roku. Należy do chińskiego koncernu Wanxiang Group.

## Historia
W lutym 2014 roku chiński potentat branży produkcji części samochodowych, Wanxiang Group, zdecydowało się kupić za 149,2 miliona dolarów amerykańskich akcje amerykańskiej spółki Fisker Automotive, która pół roku wcześniej jesienią 2013 roku ogłosiła bankructwo. W ramach transakcji, Wanxiang nabył prawa do wyglądu, układu napędowego oraz linii produkcyjnej jedynego modelu upadłej spółki Fiskera Karmy, wyłączając prawa do znaków firmowych i nazwy Fisker, które zachował dawny współzałożyciel Fisker Automotive – Henrik Fisker.
W ten sposób, w październiku 2015 roku w Irvine w amerykańskiej Kalifornii utworzono nowe przedsiębiorstwo Karma Automotvie. Małoseryjna produkcja Fiskera Karmy pod nową nazwą Karma Revero została wznowiona we wrześniu 2016 roku w nowych zakładach produkcyjnych Moreno Valley.
W 2019 roku Karma przedstawiła serię 3 prototypów zapowiadających pierwsze w historii przedsiębiorstwa pojazdy opracowane już od podstaw jako samodzielne konstrukcje, a nie pochodne zbudowanego przed 2008 rokiem Revero. Na kwietniowym Salonie w Szanghaju przedstawiono studium SC1 Vision i GT wykonane we współpracy z włoskim studiem Pininfarina, z kolei na listopadowym Los Angeles Auto Show Karma zaprezentowała SC2 Concept.
Po zarzuceniu wszystkich dotychczasowych wariacji na temat Fiskera Karmy, w marcu 2024 roku zadebiutował nowy, w pełni elektryczny wariant o nazwie Karma Gyesera mający oferować do 600 KM mocy i do 400 kilometrów zasięgu na jednym ładowaniu.

## Modele samochodów

### Obecnie produkowane
- Gyesera

### Historyczne
- Revero (2016–2020)
- Revero GT (2020–2021)
- GS-6 (2021)
- GSe-6 (2022)

### Studyjne
- Karma SC1 Vision Concept (2019)
- Karma SC2 Concept (2019)
- Karma GT Pininfarina Concept (2019)
- Karma Ivara (2024)